# Plegafulles de celles lleonades
El plegafulles de celles lleonades (Syndactyla rufosuperciliata) és una espècie d'ocell de la família dels furnàrids (Furnariidae).
Habita matolls espesos, bambú i pantans de Perú, Bolívia i oest de l'Argentina i, cap a l'est, a través de terres baixes del Paraguai i nord-est de l'Argentina fins Uruguai i sud-est del Brasil.